# Кривошеев, Владимир Филиппович
Владимир Филиппович Кривошеев (9 февраля 1947 года — 30 августа 2018 года) — советский и российский учёный-педагог, член-корреспондент РАО (2001).

## Биография
Родился 9 февраля 1947 года в городе Петропавловске КазССР.
В 1968 году — начал работу учителем истории и физической культуры в школе № 31 Петропавловска, в 1970 году — окончил исторический факультет Петропавловского государственного педагогического института.
С 1971 по 1975 год — работал учителем истории, с 1976 по 1983 год — инспектор, начальник отдела науки министерства образования РСФСР.
В 1980 году — защитил кандидатскую, в 1987 году — докторскую диссертацию, в 1988 году — присвоено учёное звание профессора.
С февраля 1983 года был директором Института общего образования министерства образования Российской Федерации.
В 2001 году был избран членом-корреспондентом Российской академии образования от Отделения общего среднего образования.
Владимир Филиппович Кривошеев умер 30 августа 2018 года.

## Научная деятельность
Член научной школы «История отечественной системы непрерывного образования».
Один из авторов концепции новой 12-летней общеобразовательной школы, которая проходит экспериментальную апробацию с 1992 года в учебных заведениях Псковской области, в Москве.
Под его научным руководством защищено более 100 кандидатских и 15 докторских диссертаций.
Сочинения
- Развитие высшей педагогической школы. — М., 1984; Последний звонок. — М., 1990;
- Новая общеобразовательная школа. — М., 1992, 1993, 1994, 1995, 1996, 1997;
- Политика и право. — М., 1996, 1997;
- Научно-исследовательская деятельность и практика общеобразовательной школы. — М., 1987, 1990, 1995.

## Награды
- Заслуженный деятель науки Российской Федерации (2000)[1]